# Carex praegracilis
Carex praegracilis là một loài thực vật có hoa trong họ Cói. Loài này được W.Boott mô tả khoa học đầu tiên năm 1884.

## Hình ảnh

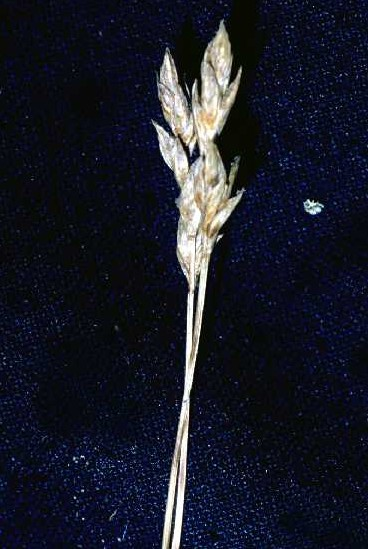
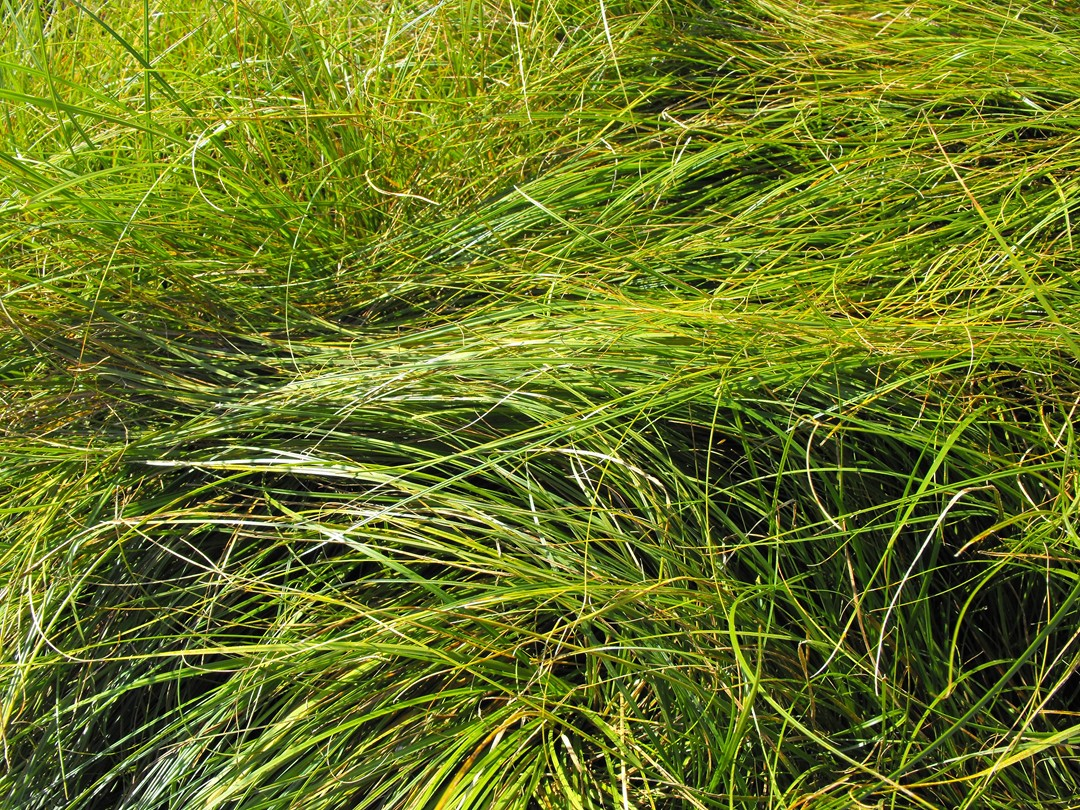